# Strange Fruits and Undiscovered Plants
Strange Fruits and Undiscovered Plants is het debuutalbum van de Nederlandse rockband DeWolff, en de opvolger van hun eerste ep, genaamd DeWolff EP. Het album werd op 31 oktober 2009 op zowel compact disc als vinyl uitgebracht en het bereikte de vijftigste plaats in de Album Top 100. In juni 2010 werd het nummer "Don't You Go Up the Sky" als eerste single van het album uitgegeven. Op de B-kant hiervan verscheen het door de experimentele rockgroep The Use of Ashes uitgevoerde nummer "White Dream".

## Composities
Kant één
1. "Mountain" - 4:40
2. "Medicine" - 4:45
3. "Don't You Go Up the Sky" - 4:28
4. "Desert Night" - 3:00
5. "Wicked Moon" - 3:24
6. "Birth of the Ninth Sun" - 7:59

Kant twee
1. "Parloscope" - 5:09
2. "Fire Fills the Sky" - 4:18
3. "Red Sparks of the Morning Dusk" - 3:35
4. "Silver Lovemachine" - 10:34
5. "Leather God" - 1:55

## Bezetting
- Pablo van de Poel - zang, gitaar
- Luka van de Poel - drums, percussie, sirene, achtergrondzang
- Robin Piso - Hammondorgel, Fender Rhodes, piano, basgitaar, achtergrondzang

## Hitnotering

### NederlandseAlbum Top 100
| Hitnotering: (Week 1 t/m 2) 07-11-2009 t/m 14-11-2009 Hitnotering: (Week 3 t/m 4) 05-06-2010 t/m 12-06-2010 Hitnotering: (Week 5) 24-07-2010 Hitnotering: (Week 6) 27-08-2011 | Hitnotering: (Week 1 t/m 2) 07-11-2009 t/m 14-11-2009 Hitnotering: (Week 3 t/m 4) 05-06-2010 t/m 12-06-2010 Hitnotering: (Week 5) 24-07-2010 Hitnotering: (Week 6) 27-08-2011 | Hitnotering: (Week 1 t/m 2) 07-11-2009 t/m 14-11-2009 Hitnotering: (Week 3 t/m 4) 05-06-2010 t/m 12-06-2010 Hitnotering: (Week 5) 24-07-2010 Hitnotering: (Week 6) 27-08-2011 | Hitnotering: (Week 1 t/m 2) 07-11-2009 t/m 14-11-2009 Hitnotering: (Week 3 t/m 4) 05-06-2010 t/m 12-06-2010 Hitnotering: (Week 5) 24-07-2010 Hitnotering: (Week 6) 27-08-2011 | Hitnotering: (Week 1 t/m 2) 07-11-2009 t/m 14-11-2009 Hitnotering: (Week 3 t/m 4) 05-06-2010 t/m 12-06-2010 Hitnotering: (Week 5) 24-07-2010 Hitnotering: (Week 6) 27-08-2011 | Hitnotering: (Week 1 t/m 2) 07-11-2009 t/m 14-11-2009 Hitnotering: (Week 3 t/m 4) 05-06-2010 t/m 12-06-2010 Hitnotering: (Week 5) 24-07-2010 Hitnotering: (Week 6) 27-08-2011 | Hitnotering: (Week 1 t/m 2) 07-11-2009 t/m 14-11-2009 Hitnotering: (Week 3 t/m 4) 05-06-2010 t/m 12-06-2010 Hitnotering: (Week 5) 24-07-2010 Hitnotering: (Week 6) 27-08-2011 | Hitnotering: (Week 1 t/m 2) 07-11-2009 t/m 14-11-2009 Hitnotering: (Week 3 t/m 4) 05-06-2010 t/m 12-06-2010 Hitnotering: (Week 5) 24-07-2010 Hitnotering: (Week 6) 27-08-2011 | Hitnotering: (Week 1 t/m 2) 07-11-2009 t/m 14-11-2009 Hitnotering: (Week 3 t/m 4) 05-06-2010 t/m 12-06-2010 Hitnotering: (Week 5) 24-07-2010 Hitnotering: (Week 6) 27-08-2011 | Hitnotering: (Week 1 t/m 2) 07-11-2009 t/m 14-11-2009 Hitnotering: (Week 3 t/m 4) 05-06-2010 t/m 12-06-2010 Hitnotering: (Week 5) 24-07-2010 Hitnotering: (Week 6) 27-08-2011 | Hitnotering: (Week 1 t/m 2) 07-11-2009 t/m 14-11-2009 Hitnotering: (Week 3 t/m 4) 05-06-2010 t/m 12-06-2010 Hitnotering: (Week 5) 24-07-2010 Hitnotering: (Week 6) 27-08-2011 |
| Week: | 1 | 2 | | 3 | 4 | | 5 | | 6 | |
| --- | --- | --- | --- | --- | --- | --- | --- | --- | --- | --- |
| Positie: | 59 | 73 | uit | 50 | 71 | uit | 98 | uit | 66 | uit |